# Episodi di My Hero Academia

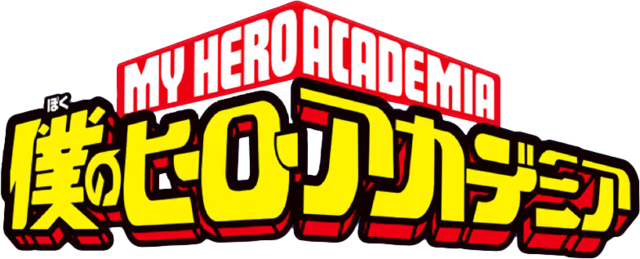
Logo della serie

Questa è la lista degli episodi della serie televisiva anime My Hero Academia, adattamento dell'omonimo manga di supereroi scritto e disegnato da Kōhei Horikoshi. Il fumetto originale è stato serializzato sul settimanale Weekly Shōnen Jump a partire dal 7 luglio 2014 e i capitoli sono stati raccolti in oltre 40 volumi tankōbon, editi da Shūeisha. La storia ruota intorno alle vicende di Izuku Midoriya, un ragazzo nato senza superpoteri in un mondo dove sono la normalità, ma che sogna ancora di diventare un vero supereroe. Riconosciuto il suo valore, il più grande eroe del mondo, All Might, decide di allenarlo e di condividere con lui i suoi poteri, permettendogli di accedere a una scuola superiore specializzata nell'addestramento di nuovi eroi. La serie anime è prodotta dallo studio d'animazione Bones, sotto la regia di Kenji Nagasaki.

## Distribuzione
Le sette stagioni della serie sono state trasmesse in Giappone dal 3 aprile 2016. L'ottava e ultima stagione è prevista per il 2025. La prima stagione è andata in onda su MBS, dalla seconda stagione la trasmissione avviene su NTV e ytv.
In America del Nord, Regno Unito e Irlanda la serie è distribuita da Funimation, a partire dalla seconda stagione viene distribuita in Nord America anche da Hulu (fino alla quinta stagione) e in altri territori da Crunchyroll. La pubblicazione in simulcast dell'anime con sottotitoli in italiano è stata offerta da VVVVID per le prime quattro stagioni e da Crunchyroll a partire dalla quarta stagione. In seguito alla fusione di Funimation e Crunchyroll, quest'ultimo diviene l'unico distributore internazionale in simulcast della serie dalla sesta stagione.
L'anime doppiato in italiano viene trasmesso in televisione da Mediaset: le prime due stagioni sono andate in onda dal 17 settembre 2018 al 7 gennaio 2019 in prima serata su Italia 2, poi pubblicate in DVD e Blu-ray da Dynit. La serie è poi stata resa disponibile per l'Italia, sia in versione doppiata sia sottotitolata, anche su Netflix (la prima stagione a fine 2020, la seconda a gennaio 2021). La terza stagione è stata pubblicata in anteprima per il mercato home video italiano il 24 febbraio 2021. Dal 10 marzo al 19 maggio 2021, sempre Italia 2 ha trasmesso in prima TV sia la terza sia la quarta stagione (inedita in italiano) ogni mercoledì, inizialmente con cinque e poi con quattro episodi ogni serata. Nell'ultimo appuntamento del 19 maggio sono stati trasmessi anche gli episodi OAV Resistete! La prova di sopravvivenza come episodi finali della quarta stagione. Italia 2 ha trasmesso la quinta stagione ogni mercoledì in prima serata dal 22 giugno 2022 con cinque episodi a settimana per la première della stagione, per poi proseguire con quattro a settimana fino al termine, il 27 luglio 2022.
Le prime cinque stagioni doppiate in italiano sono state, in seguito, rese disponibili nel 2023 su Crunchyroll. L'anno seguente la piattaforma ha proseguito il doppiaggio della serie con la sesta, pubblicata dal 6 gennaio al 2 aprile, e la settima, distribuita dal 25 maggio. Assieme all'ultimo episodio della sesta stagione è stato pubblicato in italiano anche l'OAV Yuei Heroes Battle.

## Lista episodi

### Serie televisiva
| Nº | Titolo italiano Giapponese 「Kanji」 - Rōmaji                               | Episodi | Trasmissione | Trasmissione | Pubblicazione                   | Pubblicazione                   | Fonti  |
| Nº | Titolo italiano Giapponese 「Kanji」 - Rōmaji                               | Episodi | Giappone     | Italia       | Giappone                        | Italia                          | Fonti  |
| 1  | Prima stagione 「僕のヒーローアカデミア 1st」 - Boku no Hīrō Akademia 1st   | 1-13    | 2016         | 2018         | 29 giugno 2016 12 ottobre 2016  | 7 novembre 2018                 | [ 29 ] |
| 2  | Seconda stagione 「僕のヒーローアカデミア 2nd」 - Boku no Hīrō Akademia 2nd | 14-38   | 2017         | 2018-2019    | 19 luglio 2017 14 febbraio 2018 | 27 febbraio 2019 26 giugno 2019 | [ 34 ] |
| 3  | Terza stagione 「僕のヒーローアカデミア 3rd」 - Boku no Hīrō Akademia 3rd   | 39-63   | 2018         | 2021         | 18 luglio 2018 13 febbraio 2019 | 24 febbraio 2021                | [ 38 ] |
| 4  | Quarta stagione 「僕のヒーローアカデミア 4th」 - Boku no Hīrō Akademia 4th  | 64-88   | 2019-2020    | 2021         | 22 gennaio 2020 17 giugno 2020  | 3 novembre 2021                 | [ 42 ] |
| 5  | Quinta stagione 「僕のヒーローアカデミア 5th」 - Boku no Hīrō Akademia 5th  | 89-113  | 2021         | 2022         | 21 luglio 2021 19 gennaio 2022  | 5 luglio 2023                   | [ 46 ] |
| 6  | Sesta stagione 「僕のヒーローアカデミア 6th」 - Boku no Hīrō Akademia 6th   | 114-138 | 2022-2023    | 2024         | 18 gennaio 2023 19 luglio 2023  | -                               | [ 47 ] |
| 7  | Settima stagione 「僕のヒーローアカデミア 7th」 - Boku no Hīrō Akademia 7th | 139-159 | 2024         | 2024         | 17 luglio 2024 18 dicembre 2024 | -                               | [ 48 ] |

### Episodi OAV
| Nº | Titolo italiano Giapponese 「Kanji」 - Rōmaji - Traduzione letterale | Prima visione   | Prima visione  |
| Nº | Titolo italiano Giapponese 「Kanji」 - Rōmaji - Traduzione letterale | Giapponese      | Italiano       |
| 1  | 「救え！救助訓練！」 - Sukue! Kyūjo kunren! – "Salvali! Allenamento al soccorso" | 4 aprile 2017   | –              |
| 2  | 「トレーニング・オブ・ザ・デッド」 - Torēningu obu za Deddo – "Training of the Dead" | 2 giugno 2017   | –              |
| 3A | Resistete! La prova di sopravvivenza - prima parte - 「生き残れ！決死のサバイバル訓練 前編」 - Ikinokore! Kesshi no sabaibaru kunren zenpen | 16 agosto 2020  | 19 maggio 2021 |
| 3A | Gli studenti della 1ª A vengono divisi in due squadre per partecipare a un'esercitazione di salvataggio al campo Ground Beta, in vista dell'esame per la licenza temporanea. Lo scenario è quello di un centro commerciale sotterraneo distrutto da un incendio, dopo l'evacuazione di tutti i civili tranne uno. La prima squadra decide di suddividersi in quattro gruppi e di ispezionare piano per piano per cercarlo, ma viene sopraffatta da un crollo di macerie. Iida rimane ferito e Yaoyorozu trova Midoriya, Ochaco e Tsuyu disposti ad aiutarla a portarlo in superficie. Todoroki e Tokoyami rimangono intrappolati e non possono tenere a bada Dark Shadow perché una luce emessa da una fiamma di Todoroki consumerebbe tutto l'ossigeno. Dark Shadow si agita e attacca Todoroki, ma Kaminari, in gruppo con Bakugo e Kirishima, riaccende il generatore di emergenza e di conseguenza le luci di tutto l'edificio che ristabiliscono il quirk di Tokoyami. Bakugo continua la sua discesa alla ricerca del disperso e si verifica un secondo crollo. |                 |                |
| 3B | Resistete! La prova di sopravvivenza - seconda parte - 「生き残れ！決死のサバイバル訓練 後編」 - Ikinokore! Kesshi no sabaibaru kunren kōhen | 16 agosto 2020  | 19 maggio 2021 |
| 3B | Delle infiltrazioni d'acqua iniziano ad allagare i piani inferiori del centro commerciale. Bakugo, Kirishima e Kaminari trovano e salvano il finto civile e si riuniscono a Todoroki e Tokoyami. Il gruppo si dirige verso la superficie, tranne Todoroki e Bakugo che restano giù per garantire una fuga sicura ai compagni. Midoriya raggiunge Bakugo e Todoroki e li aiuta ad attuare il loro piano per risalire sfruttando la pressione dell'acqua, ma non trapassano tutti i piani. Bakugo, che si è ferito ad una gamba, non vuole farsi aiutare e sottovaluta l'entità del danno per preservare il suo orgoglio, ma Midoriya lo convince ad accettare il suo sostegno. Gli altri compagni di classe, che sono già tornati in superficie grazie a Yaoyorozu, Ochaco e Tsuyu, rientrano nella struttura e aiutano i loro tre amici a uscire. |                 |                |
| 4  | Ridi! Come se fossi all'inferno 「笑え！地獄のように」 - Warae! Jigoku no yō ni | 16 giugno 2022  | –              |
| 5  | HLB 「ヒーローリーグベースボール」 - Hīrō Rīgu Bēsubōru – "Hero League Baseball" | 16 giugno 2022  | –              |
| 6  | Yuei Heroes Battle 「雄英ヒーローズ・バトル」 - Yūei Hīrōzu Batoru | 20 ottobre 2023 | 2 aprile 2024  |